# SH-06D
docomo NEXT series AQUOS PHONE SH-06D（常用“SH-06D”）是2012年发售的由夏普所开发的日本电信运营商NTT DOCOMO旗下第三代移动通信技术（FOMA）移动終端，是docomo NEXT系列手机。
本条目也同时记述配合电影《福音戰士新劇場版：Q》的上映而合作发布的“SH-06D NERV”。

## 概况
作为SH-01D的低阶机型，以及SH-02D的升级版，SH-06D使用德州仪器生产的OMAP4460移动双核处理器，主频为1.2GHz，采用直板造型并使用一块4.5英寸裸眼3D高清AVS触摸屏，分辨率为720×1280像素。在内部存储器方面，SH-06D内置1GB RAM和8GB ROM。摄像方面，SH-06D背面安装有一枚810万像素背照式CMOS摄像头，具有光学防抖功能并有补光灯，支持24个预设拍摄场景，支持1080p高清视频摄录。
机身正面上部安装有光感元件、听筒和一枚32万像素前置摄像头，屏幕的上方是运营商logo，底部则是三枚实体按键和麦克风。机身右侧分别有音量按键、电源开关和一根可伸缩的手机电视天线。机身左侧则有四个用于连接充电台座和信息传输的接孔以及手机挂饰孔。机身顶部只有一个防水胶盖，内藏有一个microUSB数据传输接口，从上方看基本上SH-06D是弧线设计风格。电池仓打开后可以见到有防水胶圈，机身达到IPX5/IPX7级别的防水以及防尘指标。
SH-06D随包装附有原装电池一块、专用座充一个、一条USB数据线（支持充电）、一条传统日式手机充电器转接线、耳机转接线一条、一张16G容量SD存储卡和一份说明书。座充的背面也有一根电视信号接收天线，SH-06D支持2012年4月1日新启用的NOTTV频道的“V-High”广播电视服务。标准包装配置中不含耳机和充电器。

## SH-06D NERV
SH-06D NERV特别式样版是SH-06D与动画电影《福音戰士新劇場版：Q》合作型号，也是自2009年《福音戰士新劇場版：破》的合作型号SH-06A NERV之后的第二款docomo与EVA合作推出的NERV特别订制智能手机，限量发售30000台，其中有3000台是在2012年6月29日至7月1日通过docomo online shop线上发售，每天发售1000台。该款手机以SH-06D为基础，以“NERV官方配置”为设计理念还原电影中的元素，用户界面和外观均是在剧场版的制作方公司全面的监督下设计完成的。

### 工业设计
前作SH-06A NERV被设定为EVA动画中的特务机关NERV的特供产品，而SH-06D NERV则被设定为军官专用的终端“泄漏品”，“可以通过SH-06D NERV直接登录NERV机关的超级电脑MAGI的终端设备，NERV机关一般职员和平民无法获得的产品……”。SH-06D NERV整体为黑色，正面的三枚实体按键符号都有对应EVA风格的设计。屏幕上方的DOCOMO商标与原版不同的是用了红色，其左上另有一行字“NERV ONLY”。电视天线上也有“NERV ONLY”的字样。音量键和电源开关键与原版不同，印有特别的图案，旁边的机身侧边上同样印有“SH06D NERV”字样。后置镜头周围也印有EVA风格的图案。
- 包装附送两款专门设计的后盖“Type：NERV”和“Type：MAGI”。“Type：NERV”是采用磨砂设计的普通防滑机壳，壳底印有“NERV ONLY”字样，浮雕图样并不是采用贴纸，而是成型时直接覆上的涂层。“Type：MAGI”采用全息镜面处理亮银设计的，机壳底部印有“SH06D NERV”，两款后盖的中间都印有NERV的無花果葉与恶魔果实合为一体的剧场版标志。[6][11][15][18][19][20]
- 附带的电视底座也进行了风格处理，在底座正面有“NERV ONLY”的字样。[18]
- 包装箱和说明书也与非特别版有所不同。NERV版的包装印刷是里外相反的，原本的印刷面被反过来折在里面进行包装。包装盒内上层是手机本体和附送的背盖，下层是底座、数据线和USB转3.5毫米耳机线以及传统的日系充电转接线。[18]

### 3D（立体3D）
- Evangelion 3D

EVA动画历史上首次进行3D制作的，由Studio Khara制作的约两分钟短片。
由Q-TEC进行2D-3D变换。
- 3D Model Movie

Studio Khara制作的3D建模影像数据集。
EVA、使徒、战斗机等的3D模型、动画的3D播放查看。
收录有全部22种。

### MAGI Home・MAGI Widget
窗口小部件和主屏幕的设计体现了MAGI超级计算机的接口的镜像安装。它相当于左右立体3D。
Google搜索窗口也已更改为MAGI式样的色调 。

### 原生应用
- Attack of The 8th Angel

再现零号机、初号机、二号机与从卫星轨道落下的第8使徒作战的时间竞速游戏。
- NERV職員専用应用软件

支持模拟同伊吹二尉通讯。
支持短信和视频通话。NERV職員専用应用软件。
- 3D Special Movie Viewer

其他还包括作为预装UI用的“替换主题”、壁紙、150种主题图标和NERV型号特有内容等。

## 歷史
- 2012年2月16日 - NTT DOCOMO发布SH-06D。
- 2012年3月13日 - 公开同《福音战士新剧场版：Q》的合作产品SH-06D NERV计划。[23]
- 2012年3月16日 - 开始预定。[24]
- 2012年3月23日 - 开始发售。[4][10]
- 2012年5月16日 - SH-06D NERV详细信息公开。
- 2012年6月16日 - SH-06D NERV开始预定。[25]
- 2012年6月29日 - SH-06D NERV开始发售。[26]
- 2012年9月25日 - SH-06D开始支持升级至Android 4.0版本系统[27][28]。
- 2012年10月23日 - SH-06D NERV开始支持升级至Android 4.0版本系统。[11][29][30]

## 脚注